# Saison 1998-1999 du Football Club auscitain
La saison 1998-1999 du Football Club auscitain est la saison de la remontée dans l’élite élargie à 24 clubs.
L'équipe qui évolue cette saison sous les ordres des entraîneurs Henri Broncan et Roland Pujo se maintient dans l'élite et passe trois tours en coupe de France avant d'être éliminé par Bègles comme la saison précédente.

## Les matchs de la saison

### À domicile
- Auch-Montferrand 22-28
- Auch-Dax 26-9 : les Landais qui ont perdu Richard Dourthe et Raphaël Ibanez sont largement battu au Moulias.
- Auch-Perpignan 27-29 : le futur Auscitain Laurent Saliès bat ses futurs partenaires sur une pénalité en fin de match.
- Auch-Agen 26-37
- Auch-Bègles 22-13 : belle victoire pour l’ouverture de la saison.
- Auch-Béziers 17-19
- Auch-Nice 63-16 : c’est historiquement la plus large victoire de l’histoire du club à domicile.

### À l’extérieur
- Montferrand-Auch 52-17
- Dax-Auch 33-17
- Perpignan-Auch 19-13
- Agen-Auch 45-9
- Begles-Auch 35-10
- Béziers-Auch 20-10
- Nice-Auch 8-39

## Classement des 3 poules de 8
Les 24 équipes suivantes disputent la phase éliminatoire du championnat de D1 1998-99. Les équipes classées aux cinq premières places de chaque poule et le meilleur 6e sont qualifiés pour le Top 16 (4 poules de 4). Les 8 équipes non retenues disputent 2 poules de relégation. 
| Pos | Équipe                   | Points |
| --- | ------------------------ | ------ |
| 1   | Stade français Paris (T) | 34     |
| 2   | Biarritz olympique       | 34     |
| 3   | RC Narbonne              | 32     |
| 4   | Castres olympique        | 32     |
| 5   | CS Bourgoin-Jallieu      | 29     |
| 6   | RC Toulon                | 28     |
| 7   | Stade aurillacois (P)    | 21     |
| 8   | RC Nîmes (P)             | 14     |

| Pos | Équipe             | Points |
| --- | ------------------ | ------ |
| 1   | USA Perpignan      | 34     |
| 2   | AS Montferrand     | 33     |
| 3   | SU Agen            | 32     |
| 4   | US Dax             | 31     |
| 5   | CA Bègles-Bordeaux | 29     |
| 6   | AS Béziers         | 28     |
| 7   | FC Auch (P)        | 20     |
| 8   | RRC Nice           | 17     |

| Pos | Équipe                    | Points |
| --- | ------------------------- | ------ |
| 1   | Stade toulousain          | 38     |
| 2   | CA Brive                  | 36     |
| 3   | Section paloise           | 33     |
| 4   | FC Grenoble               | 30     |
| 5   | US Colomiers              | 26     |
| 6   | CA Périgueux (P)          | 23     |
| 7   | Racing Club de France (P) | 20     |
| 8   | Stade rochelais           | 18     |

|  | Qualification pour la phase qualificative (no 1 à no 5)   |
|  | Qualification pour la phase qualificative (meilleur no 6) |
|  | Barrage de relégation pour la 2e division                 |
|  | T : tenant du titre 1998 • P : promu 1998                 |

Béziers et Toulon ont chacun 28 points. Le meilleur 6e est Toulon au nombre de cartons rouges sur l'ensemble de la saison.

## Poules de relégation

### À domicile
- Auch-Béziers 28-18
- Auch-Racing 39-20
- Auch-Nîmes 35-0 : Nîmes qui perd tous ses matchs sauf la double confrontation contre Béziers sera miraculeusement maintenu mais perdra tous ses matchs la saison suivante.

### À l’extérieur
- Racing-Auch 13-11
- Béziers-Auch 34-7
- Nîmes-Auch 3-15

| Rang | Club                  | J | V | N | D | Pm  | Pe  | Diff | Pts |
| ---- | --------------------- | - | - | - | - | --- | --- | ---- | --- |
| 1    | FC Auch               | 6 | 4 | 0 | 2 | 135 | 88  | +47  | 14  |
| 2    | Racing Club de France | 6 | 4 | 0 | 2 | 110 | 121 | -11  | 14  |
| 3    | RC Nîmes              | 6 | 2 | 0 | 4 | 96  | 128 | -32  | 10  |
| 4    | AS Béziers            | 6 | 2 | 0 | 4 | 133 | 127 | +6   | 10  |

| Rang | Club              | J | V | N | D | Pm  | Pe  | Diff | Pts |
| ---- | ----------------- | - | - | - | - | --- | --- | ---- | --- |
| 1    | Stade aurillacois | 6 | 5 | 0 | 1 | 181 | 124 | +57  | 16  |
| 2    | CA Périgueux      | 6 | 4 | 0 | 2 | 190 | 119 | +71  | 14  |
| 3    | Stade rochelais   | 6 | 3 | 0 | 3 | 175 | 128 | +47  | 12  |
| 4    | RRC Nice          | 6 | 0 | 0 | 6 | 88  | 264 | -176 | 6   |

|  | Relégués en Élite 2 pour la saison 1999-2000 (#4). Nîmes et Béziers sont départagés par leur différence de points particulière (Nîmes-Béziers 15-5 ; 36-37) |

- Demi-finale : Aurillac-Auch 37-20

Aurillac remporte cette phase de maintien après avoir battu le Racing 36-21 CF en finale.

## Coupe de France

### À domicile
- Auch-Tyrosse 47-10
- Auch-SBUC 52-20

### À l’extérieur
- Tyrosse-Auch 25-18
- SBUC-Auch 27-35

### Phases finales
- 1er tour : Auch-Nimes 30-17
- 2e tour : Auch-Mont de Marsan 23-21
- 64e : Auch-Toulon 24-20
- 32e : Auch-Begles 19-26

## Effectif
- Arrières : Frédéric Decotte, David Ducès
- Ailiers : Andreï Chaliouta, Éric Decharme, Djamel Ouértani, Alex Norca
- Centres : Paul Okesene, Christophe Dalgalarondo, Nicolas Pagotto, Sébastien Lacroix
- Ouvreurs : Patrick Bosque, Laurent Lafforgue
- Demis de mêlée : Pierre-Henry Broncan, Soane Fakailo, Thierry Lacourt
- Troisièmes lignes centre : Jerome Baradat, Grégory Patat, David Barthélémy
- Troisièmes lignes aile : Pierre Boulay, Driss Khaïza, Jérôme Pagotto, Jérôme Rouquet
- Deuxièmes lignes : Sandu Ciorăscu, Sorin Ciorascu, François De Florville, Laurentiu Dragne
- Talonneurs : Jean-Marc Béderède Sébastien Busato, Jean-Baptiste Rué
- Piliers : Bogban Bodirlau, Omar Hasan, Sébastien Lopez, Yohan Marty, Thierry Pomès, Cyril Randu, Christian Rocca, Jean-Baptise Soucek, Éric Smara